# Trey Davis
Curtis Lee "Trey" Davis III (DeSoto, Texas, 26 de mayo de 1993) es un baloncestista estadounidense que pertenece al Club Melilla Baloncesto de la LEB Oro. Con 1,83 metros de estatura, juega en la posición de base.

## Trayectoria deportiva

### Universidad
Jugó cuatro temporadas con los Minutemen de la Universidad de Massachusetts en las que promedió 10,5 puntos, 2,8 rebotes y 2,7 asistencias por partido. En su última temporada lideró a su equipo en anotación, con 18,7 puntos por encuentro.

### Profesional
Tras no ser elegido en el Draft de la NBA de 2016, disputó la pretemporada con el equipo danés de los Bakken Bears, para posteriormente entrar en el Draft de la NBA D-League, donde los Canton Charge lo seleccionaron en el puesto 104, en la sexta ronda, pero únicamente disputó un partido, siendo cortado en el mes de noviembre.
En enero de 2017 fichó por el equipo kosovar del Z Mobile Prishtina, pero tampoco tuvo continuidad, ya que disputó únicamente tres encuentros, promediando 4,3 puntos y 2,7 rebotes.
En octubre de 2017, tras realizar una prueba, ficha por los Maine Red Claws de la D-League, donde jugó una temporada en la que promedió 16,7 puntos y 4,6 asistencias por partido. El 18 de marzo de 2018 logró el récord de puntos de la franquicia y el máximo de toda la temporada 2017-18 al anotar 57 puntos en un partido ante los Lakeland Magic, superando a Kenny Hayes, que lo tenía con 52 desde hacía seis años. Anotó 10 de 14 triples y 7 de 14 tiros de dos.
En agosto de 2018, firmó contrato con el equipo polaco del MKS Dąbrowa Górnicza. Jugó trece partidos, en los que promedió 17,7 puntos y 5,4 asistencias, pero el 27 de diciembre anunció que dejaba el equipo, con la intención de volver a la D-League. No fue hasta finales de enero de 2019 cuando regresó a los Maine Red Claws, pero únicamente disputó nueve partidos saliendo desde el banquillo, promediando 5,6 puntos y 3,2 rebotes, antes de ser cortado en el mes de marzo.
En la temporada 2020-21, firma por el Eisbären Bremerhaven de la ProA, la segunda división alemana, donde promedia más de 18 puntos y 5 asistencias por encuentro.
En la temporada 2021-22, firma por el Basket Torino de la Serie A2, la segunda categoría del baloncesto italiano, donde promedia 15 puntos y 5 asistencias por encuentro.
En la temporada 2022-23, regresa a los Maine Red Claws de la NBA G League.
El 13 de febrero de 2023, firma por el Club Melilla Baloncesto de la LEB Oro.